# Slightly French
Slightly French is een Amerikaanse filmkomedie uit 1949 onder regie van Douglas Sirk. De film werd destijds in Nederland uitgebracht onder de titel De lokstem van Hollywood.

## Verhaal
Een tirannieke filmregisseur wordt ontslagen, omdat hij zijn Franse hoofdrolspeelster tot waanzin drijft. Op een feestje ontmoet hij een eenvoudig danseresje, dat kan praten met een Frans accent. Hij haalt haar ertoe over om te doen alsof ze Frans is in het bijzijn van de filmproducent.

## Rolverdeling
| Acteur         | Personage      |
| -------------- | -------------- |
| Dorothy Lamour | Mary O'Leary   |
| Don Ameche     | John Gayle     |
| Janis Carter   | Louise Gayle   |
| Willard Parker | Douglas Hyde   |
| Adele Jergens  | Yvonne La Tour |
| Jeanne Manet   | Nicolette      |